# Golpes de Estado nas Comores

Um mapa do The World Factbook da CIA das Ilhas Comores, representando o país independente Comores e o território ultramarino francês de Mayotte (reivindicado pelas Comores.).

Vários golpes de Estado bem-sucedidos e fracassados ocorreram nas Comores desde 1975.

## Década de 1970
- 3 de agosto de 1975: o presidente Ahmed Abdallah foi deposto por Said Mohamed Jaffar e pelo mercenário francês Bob Denard.[2]
- 13 de maio de 1978: o presidente Ali Soilih foi deposto por Ahmed Abdallah e Bob Denard,[3] resultando em sua morte treze dias depois;[4] Denard tornou-se o comandante da Guarda Presidencial formado por 500 homens de Abdallah pelos onze anos seguintes (1978–1989).[5]

## Década de 1980
- 26 de novembro de 1989: o presidente Ahmed Abdallah foi deposto por Said Mohamed Djohar e Bob Denard, resultando em seu assassinato;[6] sob pressão francesa,[7] Denard e outros mercenários deixaram o país no mês seguinte.[8]

## Década de 1990
- 28 de setembro de 1995 (Operação Kaskari): o presidente Said Mohamed Djohar foi deposto por Bob Denard,[9] que retornou ao país com uma força de 33 mercenários escolhidos a dedo; foi o último golpe organizado com o envolvimento de Denard.[10][11] O golpe resultou na intervenção militar francesa (Operação Azalee) dias depois,[12] e na remoção de Denard do país.[13]
- 30 de abril de 1999: o presidente Tadjidine Ben Saïd Massounde foi deposto pelo coronel Azali Assoumani das Forças Armadas de Comores.[14][15][16]

## Década de 2010
- 20 de abril de 2013: o governo do presidente Ikililou Dhoinine frustrou uma tentativa golpista.[17]